# Félix Gall
Felix Gall (Áustria, 27 de fevereiro de 1998) é um ciclista austriaco membro da equipa Team Sunweb.
Em 2015 proclamar-se-ia campeão do mundo no mundial de Richmond (Estados Unidos) na prova em estrada júnior.

## Palmarés
- 2015
- Campeonato Mundial em Estrada Júnior

- 2019
- Istrian Spring Trophy, mais 1 etapa